# Led Zeppelin/Diskografie
Diese Diskografie ist eine Übersicht über die musikalischen Werke der britischen Rockband Led Zeppelin. Den Quellenangaben zufolge hat sie bisher mehr als 300 Millionen Tonträger verkauft. Ihre erfolgreichste Veröffentlichung ist das vierte Studioalbum Led Zeppelin IV mit über 37 Millionen verkauften Einheiten.

## Alben

### Studioalben
| Jahr | Titel Musiklabel                                                                          | Höchstplatzierung, Gesamtwochen, AuszeichnungChartplatzierungen (Jahr, Titel, Musiklabel, Platzierungen, Wochen, Auszeichnungen, Anmerkungen) | Höchstplatzierung, Gesamtwochen, AuszeichnungChartplatzierungen (Jahr, Titel, Musiklabel, Platzierungen, Wochen, Auszeichnungen, Anmerkungen) | Höchstplatzierung, Gesamtwochen, AuszeichnungChartplatzierungen (Jahr, Titel, Musiklabel, Platzierungen, Wochen, Auszeichnungen, Anmerkungen) | Höchstplatzierung, Gesamtwochen, AuszeichnungChartplatzierungen (Jahr, Titel, Musiklabel, Platzierungen, Wochen, Auszeichnungen, Anmerkungen) | Höchstplatzierung, Gesamtwochen, AuszeichnungChartplatzierungen (Jahr, Titel, Musiklabel, Platzierungen, Wochen, Auszeichnungen, Anmerkungen) | Anmerkungen                                                   |
| Jahr | Titel Musiklabel                                                                          | DE | AT | CH | UK | US | Anmerkungen                                                   |
| ---- | ----------------------------------------------------------------------------------------- | --- | --- | --- | --- | --- | ------------------------------------------------------------- |
| 1969 | Led Zeppelin Atlantic Records (WEA)                                                       | DE11 Gold · (17 Wo.)DE | AT18 (2 Wo.)AT | CH11 Gold · (4 Wo.)CH | UK6 ×2Doppelplatin · (80 Wo.)UK | US7 Diamant · (99 Wo.)US | Erstveröffentlichung: 10. Januar 1969 Verkäufe: + 10.352.500  |
| 1969 | Led Zeppelin II Atlantic Records (WEA)                                                    | DE1 Platin · (43 Wo.)DE | AT25 Gold · (2 Wo.)AT | CH15 (4 Wo.)CH | UK1 ×4Vierfachplatin · (129 Wo.)UK | US1 ×2Diamant + Doppelplatin · (102 Wo.)US | Erstveröffentlichung: 22. Oktober 1969 Verkäufe: + 15.310.000 |
| 1970 | Led Zeppelin III Atlantic Records (WEA)                                                   | DE3 Gold · (35 Wo.)DE | AT24 (2 Wo.)AT | CH20 Gold · (4 Wo.)CH | UK1 Platin · (44 Wo.)UK | US1 ×6Sechsfachplatin · (46 Wo.)US | Erstveröffentlichung: 5. Oktober 1970 Verkäufe: + 7.315.000   |
| 1971 | Led Zeppelin IV auch bekannt als: Four Symbols, Untitled oder Zoso Atlantic Records (WEA) | DE5 ×3Dreifachgold · (38 Wo.)DE | AT12 (1 Wo.)AT | CH18 ×2Doppelplatin · (3 Wo.)CH | UK1 ×6Sechsfachplatin · (90 Wo.)UK | US2 ×2×4Doppeldiamant + Vierfachplatin · (282 Wo.)US                                                                                          | Erstveröffentlichung: 8. November 1971 Verkäufe: + 37.000.000 |
| 1973 | Houses of the Holy auch bekannt als: Recintos de lo sagrado Atlantic Records (WEA)        | DE8 Gold · (31 Wo.)DE | AT3 (13 Wo.)AT | CH20 (2 Wo.)CH | UK1 Platin · (16 Wo.)UK | US1 Diamant + Platin · (104 Wo.)US | Erstveröffentlichung: 28. März 1973 Verkäufe: + 12.775.000    |
| 1975 | Physical Graffiti Swan Song Records (WEA)                                                 | DE4 Gold · (25 Wo.)DE | AT2 (15 Wo.)AT | CH8 (5 Wo.)CH | UK1 ×2Doppelplatin · (36 Wo.)UK | US1 ×6Diamant + Sechsfachplatin · (48 Wo.)US                                                                                                  | Erstveröffentlichung: 24. Februar 1975 Verkäufe: + 17.255.000 |
| 1976 | Presence Swan Song Records (WEA)                                                          | DE6 (20 Wo.)DE | AT16 (1 Wo.)AT | CH9 (3 Wo.)CH | UK1 Platin · (16 Wo.)UK | US1 ×3Dreifachplatin · (32 Wo.)US | Erstveröffentlichung: 31. März 1976 Verkäufe: + 3.320.000     |
| 1979 | In Through the Out Door Swan Song Records (WEA)                                           | DE9 (13 Wo.)DE | AT15 (5 Wo.)AT | CH17 (3 Wo.)CH | UK1 Platin · (18 Wo.)UK | US1 ×6Sechsfachplatin · (44 Wo.)US | Erstveröffentlichung: 15. August 1979 Verkäufe: + 6.720.000   |
| 1982 | Coda Swan Song Records (WEA)                                                              | DE5 (9 Wo.)DE | AT17 (1 Wo.)AT | CH12 (4 Wo.)CH | UK4 Silber · (9 Wo.)UK | US6 Platin · (19 Wo.)US | Erstveröffentlichung: 19. November 1982 Verkäufe: + 1.100.000 |

grau schraffiert: keine Chartdaten aus diesem Jahr verfügbar

### Livealben
| Jahr | Titel Musiklabel                                           | Höchstplatzierung, Gesamtwochen, AuszeichnungChartplatzierungen (Jahr, Titel, Musiklabel, Platzierungen, Wochen, Auszeichnungen, Anmerkungen) | Höchstplatzierung, Gesamtwochen, AuszeichnungChartplatzierungen (Jahr, Titel, Musiklabel, Platzierungen, Wochen, Auszeichnungen, Anmerkungen) | Höchstplatzierung, Gesamtwochen, AuszeichnungChartplatzierungen (Jahr, Titel, Musiklabel, Platzierungen, Wochen, Auszeichnungen, Anmerkungen) | Höchstplatzierung, Gesamtwochen, AuszeichnungChartplatzierungen (Jahr, Titel, Musiklabel, Platzierungen, Wochen, Auszeichnungen, Anmerkungen) | Höchstplatzierung, Gesamtwochen, AuszeichnungChartplatzierungen (Jahr, Titel, Musiklabel, Platzierungen, Wochen, Auszeichnungen, Anmerkungen) | Anmerkungen                                                    |
| Jahr | Titel Musiklabel                                           | DE | AT | CH | UK | US | Anmerkungen                                                    |
| ---- | ---------------------------------------------------------- | --- | --- | --- | --- | --- | -------------------------------------------------------------- |
| 1976 | The Song Remains the Same Swan Song Records (WEA)          | DE16 Gold · (4 Wo.)DE | AT37 (1 Wo.)AT | CH55 (1 Wo.)CH | UK1 Platin · (17 Wo.)UK | US2 ×4Vierfachplatin · (49 Wo.)US | Erstveröffentlichung: 21. September 1976 Verkäufe: + 4.740.000 |
| 2003 | How the West Was Won Atlantic Records (WMG)                | DE11 (20 Wo.)DE | AT17 (7 Wo.)AT | CH20 (12 Wo.)CH | UK5 Gold · (11 Wo.)UK | US1 Platin · (17 Wo.)US | Erstveröffentlichung: 27. Mai 2003 Verkäufe: + 1.250.000       |
| 2012 | Celebration Day Atlantic Records • Swan Song Records (WMG) | DE1 Platin · (34 Wo.)DE | AT3 Gold · (12 Wo.)AT | CH3 Gold · (17 Wo.)CH | UK4 Platin · (13 Wo.)UK | US9 (10 Wo.)US | Erstveröffentlichung: 16. November 2012 Verkäufe: + 1.074.499  |

grau schraffiert: keine Chartdaten aus diesem Jahr verfügbar

### Kompilationen
| Jahr | Titel Musiklabel                                                                | Höchstplatzierung, Gesamtwochen, AuszeichnungChartplatzierungen (Jahr, Titel, Musiklabel, Platzierungen, Wochen, Auszeichnungen, Anmerkungen) | Höchstplatzierung, Gesamtwochen, AuszeichnungChartplatzierungen (Jahr, Titel, Musiklabel, Platzierungen, Wochen, Auszeichnungen, Anmerkungen) | Höchstplatzierung, Gesamtwochen, AuszeichnungChartplatzierungen (Jahr, Titel, Musiklabel, Platzierungen, Wochen, Auszeichnungen, Anmerkungen) | Höchstplatzierung, Gesamtwochen, AuszeichnungChartplatzierungen (Jahr, Titel, Musiklabel, Platzierungen, Wochen, Auszeichnungen, Anmerkungen) | Höchstplatzierung, Gesamtwochen, AuszeichnungChartplatzierungen (Jahr, Titel, Musiklabel, Platzierungen, Wochen, Auszeichnungen, Anmerkungen) | Anmerkungen                                                   |
| Jahr | Titel Musiklabel                                                                | DE | AT | CH | UK | US | Anmerkungen                                                   |
| ---- | ------------------------------------------------------------------------------- | --- | --- | --- | --- | --- | ------------------------------------------------------------- |
| 1990 | Remasters Atlantic Records (WEA)                                                | DE13 Platin · (30 Wo.)DE | AT19 Gold · (10 Wo.)AT | CH24 Gold · (13 Wo.)CH | UK10 ×2Doppelplatin · (54 Wo.)UK | US47 ×2Doppelplatin · (12 Wo.)US | Erstveröffentlichung: 4. Oktober 1990 Verkäufe: + 5.110.000   |
| 1997 | BBC Sessions auch bekannt als: The Complete BBC Sessions Atlantic Records (WEA) | DE7 (4 Wo.)DE | AT32 (1 Wo.)AT | CH18 (2 Wo.)CH | UK3 Gold · (14 Wo.)UK | US12 ×2Doppelplatin · (20 Wo.)US | Erstveröffentlichung: 11. November 1997 Verkäufe: + 1.200.000 |
| 1999 | Early Days: Best of Led Zeppelin, Vol. 1 Atlantic Records (WEA)                 | DE71 (2 Wo.)DE | AT23 (8 Wo.)AT | CH84 (7 Wo.)CH | UK55 Silber · (3 Wo.)UK | US71 Platin · (26 Wo.)US | Erstveröffentlichung: 22. November 1999 Verkäufe: + 1.110.000 |
| 2000 | Latter Days: Best of Led Zeppelin, Vol. 2 Atlantic Records (WEA)                | — | — | — | UK40 (2 Wo.)UK | US81 (6 Wo.)US | Erstveröffentlichung: 20. März 2000                           |
| 2007 | Mothership Atlantic Records • Swan Song Records (WMG)                           | DE4 ×3Dreifachgold · (32 Wo.)DE | AT4 Gold · (13 Wo.)AT | CH5 Gold · (21 Wo.)CH | UK4 ×4Vierfachplatin · (64 Wo.)UK | US7 ×2Doppelplatin · (292 Wo.)US | Erstveröffentlichung: 9. November 2007 Verkäufe: + 4.398.716  |
| 2018 | An Intro to Led Zeppelin Atlantic Records (WMG)                                 | — | — | — | — | — | Erstveröffentlichung: 27. September 2018                      |
| 2018 | Led Zeppelin x Led Zeppelin Atlantic Records (WMG)                              | — | — | — | — | — | Erstveröffentlichung: 27. September 2018                      |
| 2018 | Rock & Roll (Sunset Sound Mix) Atlantic Records (WMG)                           | — | — | — | — | — | Erstveröffentlichung: 27. September 2018                      |

### EPs
| Jahr | Titel Musiklabel                          | Anmerkungen                       |
| ---- | ----------------------------------------- | --------------------------------- |
| 1969 | Led Zeppelin Atlantic Records (WEA)       | Erstveröffentlichung: Januar 1969 |
| 1972 | Led Zeppelin IV Atlantic Records (WEA)    | Erstveröffentlichung: Januar 1972 |
| 1972 | Acoustically Atlantic Records (WEA)       | Erstveröffentlichung: 1972        |
| 1973 | Houses of the Holy Atlantic Records (WEA) | Erstveröffentlichung: März 1973   |

## Singles
| Jahr | Titel Album                                                                         | Höchstplatzierung, Gesamtwochen/‑monate, AuszeichnungChartplatzierungen (Jahr, Titel, Album, Platzierungen, Wochen/Monate, Auszeichnungen, Anmerkungen) | Höchstplatzierung, Gesamtwochen/‑monate, AuszeichnungChartplatzierungen (Jahr, Titel, Album, Platzierungen, Wochen/Monate, Auszeichnungen, Anmerkungen) | Höchstplatzierung, Gesamtwochen/‑monate, AuszeichnungChartplatzierungen (Jahr, Titel, Album, Platzierungen, Wochen/Monate, Auszeichnungen, Anmerkungen) | Höchstplatzierung, Gesamtwochen/‑monate, AuszeichnungChartplatzierungen (Jahr, Titel, Album, Platzierungen, Wochen/Monate, Auszeichnungen, Anmerkungen) | Höchstplatzierung, Gesamtwochen/‑monate, AuszeichnungChartplatzierungen (Jahr, Titel, Album, Platzierungen, Wochen/Monate, Auszeichnungen, Anmerkungen) | Anmerkungen                                                  | [↑]: gemeinsam behandelt mit vorhergehendem Eintrag; [←]: in beiden Charts platziert |
| Jahr | Titel Album                                                                         | DE | AT | CH | UK | US | Anmerkungen                                                  |                                                                                      |
| --- | ----------------------------------------------------------------------------------- | --- | --- | --- | --- | --- | ------------------------------------------------------------ | ------------------------------------------------------------------------------------ |
| 1969 | Good Times Bad Times Led Zeppelin                                                   | — | — | — | UK— SilberUK | US80 (4 Wo.)US | Erstveröffentlichung: 10. März 1969 Verkäufe: + 200.000      |                                                                                      |
| 1969 | Babe I’m Gonna Leave You Led Zeppelin                                               | — | — | — | — | — | Erstveröffentlichung: Mai 1969 Original: Anne Bredon         |                                                                                      |
| 1969 | Whole Lotta Love Led Zeppelin II                                                    | DE1 (4 Mt.)DE | AT3 (4 Mt.)AT | CH5 (13 Wo.)CH | UK21 Platin · (5 Wo.)UK | US4 Gold · (15 Wo.)US | Erstveröffentlichung: 7. November 1969 Verkäufe: + 2.140.000 |                                                                                      |
| 1969 | Living Loving Maid (She’s Just a Woman) Led Zeppelin II[DE: ↑][AT: ↑][CH: ↑][UK: ↑] | DE1 (4 Mt.)DE | AT3 (4 Mt.)AT | CH5 (13 Wo.)CH | UK21 Platin · (5 Wo.)UK | US65 (5 Wo.)US | Erstveröffentlichung: 7. November 1969                       |                                                                                      |
| 1970 | Heartbreaker Led Zeppelin II                                                        | — | — | — | — | — | Erstveröffentlichung: Mai 1970                               |                                                                                      |
| 1970 | Bron-Y-Aur Stomp Led Zeppelin III                                                   | — | — | — | — | — | Erstveröffentlichung: 5. Oktober 1970                        |                                                                                      |
| 1970 | Immigrant Song Led Zeppelin III                                                     | DE6 (19 Wo.)DE | AT13 (1 Mt.)AT | CH4 (10 Wo.)CH | UK— PlatinUK | US16 (13 Wo.)US | Erstveröffentlichung: 5. November 1970 Verkäufe: + 760.000   |                                                                                      |
| 1970 | Moby Dick Led Zeppelin II                                                           | — | — | — | — | — | Erstveröffentlichung: Dezember 1970                          |                                                                                      |
| 1971 | Black Dog Led Zeppelin IV                                                           | DE22 (10 Wo.)DE | — | CH6 (8 Wo.)CH | UK— SilberUK | US15 (12 Wo.)US | Erstveröffentlichung: 8. November 1971 Verkäufe: + 200.000   |                                                                                      |
| 1972 | Rock and Roll Led Zeppelin IV                                                       | DE13 (16 Wo.)DE | — | — | UK— SilberUK | US47 (7 Wo.)US | Erstveröffentlichung: 21. Februar 1972 Verkäufe: + 200.000   |                                                                                      |
| 1972 | Stairway to Heaven Led Zeppelin IV                                                  | DE15 (7 Wo.)DE | — | CH17 (13 Wo.)CH | UK37 ×2Doppelplatin · (8 Wo.)UK | — | Erstveröffentlichung: 1972 Verkäufe: + 1.570.000             |                                                                                      |
| 1973 | D’yer Mak’er Houses of the Holy                                                     | — | — | — | — | US20 (16 Wo.)US | Erstveröffentlichung: 9. März 1973                           |                                                                                      |
| 1973 | The Ocean Houses of the Holy                                                        | DE8 (13 Wo.)DE | — | — | — | — | Erstveröffentlichung: 28. März 1973                          |                                                                                      |
| 1973 | Dancing Days Houses of the Holy                                                     | — | — | — | — | US51 (8 Wo.)US | Erstveröffentlichung: 24. Mai 1973                           |                                                                                      |
| 1973 | Over the Hills and Far Away Houses of the Holy                                      | — | — | — | —[US: ↑] | US51 (8 Wo.)US | Erstveröffentlichung: 24. Mai 1973                           |                                                                                      |
| 1975 | Trampled Under Foot Physical Graffiti                                               | — | — | — | — | US38 (7 Wo.)US | Erstveröffentlichung: 30. März 1975                          |                                                                                      |
| 1976 | Candy Store Rock / Royal Orleans Presence                                           | — | — | — | — | — | Erstveröffentlichung: 18. Juni 1976                          |                                                                                      |
| 1979 | Fool in the Rain In Through the Out Door                                            | — | — | — | — | US21 (13 Wo.)US | Erstveröffentlichung: 7. Dezember 1979                       |                                                                                      |
| 2015 | Sugar Mama Coda (Deluxe Edition)                                                    | — | — | — | — | — | Erstveröffentlichung: 15. Juni 2015                          |                                                                                      |
| Folgende Lieder erschienen nicht als Single, wurden aber durch das Album zum Download und Streaming bereitgestellt und konnten somit eine Platzierung erlangen: |                                                                                     | | | | | |                                                              |                                                                                      |
| |                                                                                     | | | | | |                                                              |                                                                                      |
| 2007 | Kashmir Physical Graffiti                                                           | — | — | CH64 (3 Wo.)CH | UK80 Silber · (3 Wo.)UK | — | Charteinstieg: 25. November 2007 Verkäufe: + 200.000         |                                                                                      |

grau schraffiert: keine Chartdaten aus diesem Jahr verfügbar

## Videoalben und Musikvideos

### Videoalben
| Jahr | Titel Musiklabel                                           | Höchstplatzierung, Gesamtwochen, AuszeichnungChartplatzierungen (Jahr, Titel, Musiklabel, Platzierungen, Wochen, Auszeichnungen, Anmerkungen) | Höchstplatzierung, Gesamtwochen, AuszeichnungChartplatzierungen (Jahr, Titel, Musiklabel, Platzierungen, Wochen, Auszeichnungen, Anmerkungen) | Höchstplatzierung, Gesamtwochen, AuszeichnungChartplatzierungen (Jahr, Titel, Musiklabel, Platzierungen, Wochen, Auszeichnungen, Anmerkungen) | Höchstplatzierung, Gesamtwochen, AuszeichnungChartplatzierungen (Jahr, Titel, Musiklabel, Platzierungen, Wochen, Auszeichnungen, Anmerkungen) | Höchstplatzierung, Gesamtwochen, AuszeichnungChartplatzierungen (Jahr, Titel, Musiklabel, Platzierungen, Wochen, Auszeichnungen, Anmerkungen) | Anmerkungen                                                 |
| Jahr | Titel Musiklabel                                           | DE | AT | CH | UK | US | Anmerkungen                                                 |
| ---- | ---------------------------------------------------------- | --- | --- | --- | --- | --- | ----------------------------------------------------------- |
| 1976 | The Song Remains the Same Warner Home Video (WMG)          | DE aDE | AT aAT | CH aCH | UK3 ×6Sechsfachplatin · (812 Wo.)UK | US aUS | Erstveröffentlichung: 1976 Verkäufe: + 300.000              |
| 2003 | Led Zeppelin Warner Music Vision (WMG)                     | DE18 (12 Wo.)DE | AT1 (20 Wo.)AT | CH8 (1 Wo.)CH | UK1 ×5Fünffachplatin · (174 Wo.)UK | US1 ×1313-fach-Platin · (314 Wo.)US | Erstveröffentlichung: 26. Mai 2003 Verkäufe: + 1.461.006    |
| 2003 | How the West Was Won Atlantic Records (WMG)                | DE aDE | — | CH aCH | — | — | Erstveröffentlichung: 7. Oktober 2003                       |
| 2007 | Mothership Atlantic Records • Swan Song Records (WMG)      | DE a ×2DoppelplatinDE | — | CH aCH | — | US4 (10 Wo.)US | Erstveröffentlichung: 9. November 2007 Verkäufe: + 100.000  |
| 2012 | Celebration Day Atlantic Records • Swan Song Records (WMG) | DE a ×7SiebenfachgoldDE | — | CH2 Platin · (16 Wo.)CH | — | US— ×3DreifachplatinUS | Erstveröffentlichung: 16. November 2012 Verkäufe: + 511.000 |

grau schraffiert: keine Chartdaten aus diesem Jahr verfügbar

### Musikvideos
| Jahr | Titel                                   | Regie                           |
| ---- | --------------------------------------- | ------------------------------- |
| 1969 | Communication Breakdown                 |                                 |
| 1976 | Black Dog                               |                                 |
| 1979 | Hot Dog                                 |                                 |
| 1990 | Over the Hills and Far Away             |                                 |
| 1990 | Travelling Riverside Blues              |                                 |
| 1997 | Whole Lotta Love                        |                                 |
| 2003 | Immigrant Song                          |                                 |
| 2003 | Going to California                     |                                 |
| 2003 | Stairway to Heaven                      |                                 |
| 2003 | Rock and Roll                           |                                 |
| 2003 | Kashmir                                 |                                 |
| 2012 | Black Dog (2012)                        |                                 |
| 2012 | Kashmir (2012)                          |                                 |
| 2014 | Whole Lotta Love (Rough Mix with Vocal) |                                 |
| 2014 | Rock and Roll (Alternate Mix)           | Aaron Lampert, Marc Trojanowski |
| 2016 | What Is And What Should Never Be        | Ariel Costa                     |

## Boxsets
| Jahr | Titel Musiklabel                                                               | Höchstplatzierung, Gesamtwochen, AuszeichnungChartplatzierungen (Jahr, Titel, Musiklabel, Platzierungen, Wochen, Auszeichnungen, Anmerkungen) | Höchstplatzierung, Gesamtwochen, AuszeichnungChartplatzierungen (Jahr, Titel, Musiklabel, Platzierungen, Wochen, Auszeichnungen, Anmerkungen) | Höchstplatzierung, Gesamtwochen, AuszeichnungChartplatzierungen (Jahr, Titel, Musiklabel, Platzierungen, Wochen, Auszeichnungen, Anmerkungen) | Höchstplatzierung, Gesamtwochen, AuszeichnungChartplatzierungen (Jahr, Titel, Musiklabel, Platzierungen, Wochen, Auszeichnungen, Anmerkungen) | Höchstplatzierung, Gesamtwochen, AuszeichnungChartplatzierungen (Jahr, Titel, Musiklabel, Platzierungen, Wochen, Auszeichnungen, Anmerkungen) | Anmerkungen                                                   |
| Jahr | Titel Musiklabel                                                               | DE | AT | CH | UK | US | Anmerkungen                                                   |
| ---- | ------------------------------------------------------------------------------ | --- | --- | --- | --- | --- | ------------------------------------------------------------- |
| 1970 | 1st + 2nd auch bekannt als: 2 Originals of Led Zeppelin Atlantic Records (WEA) | DE30 (4 Wo.)DE | — | — | — | — | Erstveröffentlichung: 1970                                    |
| 1983 | The 10 Legendary Singles Atlantic Records • Swan Song Records (WEA)            | — | — | — | — | — | Erstveröffentlichung: 1983                                    |
| 1990 | Led Zeppelin Box Set, Vol. 1 Atlantic Records (WEA)                            | — | — | — | UK— SilberUK | — | Erstveröffentlichung: 29. Oktober 1990 Verkäufe: + 2.560.000  |
| 1993 | Led Zeppelin Box Set, Vol. 2 Atlantic Records (WEA)                            | — | — | — | UK56 (1 Wo.)UK | US87 Gold · (2 Wo.)US | Erstveröffentlichung: 20. September 1993 Verkäufe: + 250.000  |
| 1993 | The Complete Studio Recordings Atlantic Records (WEA)                          | — | — | — | — | US— ×2DoppelplatinUS | Erstveröffentlichung: 24. September 1993 Verkäufe: + 200.000  |
| 2002 | Early Days and Latter Days Atlantic Records (WEA)                              | DE96 (1 Wo.)DE | — | — | UK11 Platin · (26 Wo.)UK | US114 Platin · (111 Wo.)US | Erstveröffentlichung: 19. November 2002 Verkäufe: + 1.300.000 |
| 2008 | Definitive Collection Atlantic Records • Swan Song Records (WMG)               | — | — | — | — | — | Erstveröffentlichung: 10. September 2008                      |

grau schraffiert: keine Chartdaten aus diesem Jahr verfügbar

## Promoveröffentlichungen
| Jahr | Titel Album                                             | Anmerkungen                              |
| ---- | ------------------------------------------------------- | ---------------------------------------- |
| 1969 | Communication Breakdown Led Zeppelin                    | Erstveröffentlichung: Mai 1969           |
| 1970 | Gallows Pole Led Zeppelin III                           | Erstveröffentlichung: 5. Oktober 1970    |
| 1982 | Wearing and Tearing Coda                                | Erstveröffentlichung: 1982               |
| 1990 | Travelling Riverside Blues Led Zeppelin Box Set, Vol. 1 | Erstveröffentlichung: 1990               |
| 1993 | Baby Come on Home Led Zeppelin Box Set, Vol. 2          | Erstveröffentlichung: 21. September 1993 |
| 1997 | The Girl I Love BBC Sessions                            | Erstveröffentlichung: 1997               |
| 2012 | Kashmir (Live) Celebration Day                          | Erstveröffentlichung: 29. Oktober 2012   |

## Sonderveröffentlichungen

### Alben
| Jahr | Titel Musiklabel                                         | Anmerkungen                                                            |
| ---- | -------------------------------------------------------- | ---------------------------------------------------------------------- |
| 1972 | Whole Lotta Love / Immigrant Song Atlantic Records (WEA) | Erstveröffentlichung: September 1972 Teil der „Das-bleiben-Hits“-Reihe |
| 1976 | Friends Rock Espetacular (RE)                            | Erstveröffentlichung: 1976 Beilage im Rock Espetacular                 |

### Lieder
| Jahr | Titel Soundtrack                            | Anmerkungen                              |
| ---- | ------------------------------------------- | ---------------------------------------- |
| 1970 | How Many More Times Homer                   | Erstveröffentlichung: Dezember 1970      |
| 2000 | That’s the Way Almost Famous – Fast berühmt | Erstveröffentlichung: 12. September 2000 |
| 2003 | Immigrant Song School of Rock               | Erstveröffentlichung: 30. September 2003 |
| 2004 | Sick Again Mayor of the Sunset Strip        | Erstveröffentlichung: 16. März 2004      |
| 2007 | Immigrant Song Shrek der Dritte             | Erstveröffentlichung: 15. Mai 2007       |

## Statistik

### Chartauswertung
Die folgende Aufstellung beinhaltet eine Übersicht über die Charterfolge von Led Zeppelin in den Album-, Single- sowie den Musik-DVD-Charts. In Deutschland besteht die Besonderheit, dass Videoalben sich ebenfalls in den Albumcharts platzieren. In Österreich, der Schweiz, dem Vereinigten Königreich und den Vereinigten Staaten werden für Videoalben eigenständige Chartlisten geführt.
|                     | DE     | AT     | CH     | UK     | US     |
| ------------------- | ------ | ------ | ------ | ------ | ------ |
| Nummer-eins-Alben   | DE2DE  | AT—AT  | CH—CH  | UK8UK  | US7US  |
| Top-10-Alben        | DE11DE | AT4AT  | CH4CH  | UK14UK | US13US |
| Alben in den Charts | DE19DE | AT16AT | CH15CH | UK19UK | US19US |

|                       | DE    | AT    | CH    | UK    | US     |
| --------------------- | ----- | ----- | ----- | ----- | ------ |
| Nummer-eins-Singles   | DE1DE | AT—AT | CH—CH | UK—UK | US—US  |
| Top-10-Singles        | DE3DE | AT1AT | CH3CH | UK—UK | US1US  |
| Singles in den Charts | DE6DE | AT2AT | CH5CH | UK3UK | US10US |

|                          | DE    | AT    | CH    | UK    | US    |
| ------------------------ | ----- | ----- | ----- | ----- | ----- |
| Nummer-eins-Videoalben   | DE—DE | AT1AT | CH—CH | UK1UK | US1US |
| Top-10-Videoalben        | DE—DE | AT1AT | CH2CH | UK2UK | US2US |
| Videoalben in den Charts | DE—DE | AT1AT | CH2CH | UK2UK | US2US |

### Auszeichnungen für Musikverkäufe
Die Lieder Going to California (+ 230.000) und Ramble On (+ 230.000) erschienen weder als Singles, noch konnten sie aufgrund von Downloads oder Streaming die Charts erreichen, dennoch erhielten dieses Schallplattenauszeichnungen.
| Land/RegionAuszeichnungen für Musikverkäufe (Land/Region, Auszeichnungen, Verkäufe, Quellen) | Silber       | Gold       | Platin         | Diamant       | Verkäufe    | Quellen                                                   |
| -------------------------------------------------------------------------------------------- | ------------ | ---------- | -------------- | ------------- | ----------- | --------------------------------------------------------- |
| Argentinien (CAPIF)                                                                          | —            | 7× Gold7   | 5× Platin5     | —             | 810.000     | capif.org.ar AR2                                          |
| Australien (ARIA)                                                                            | —            | 2× Gold2   | 44× Platin44   | —             | 2.780.000   | aria.com.au                                               |
| Belgien (BRMA)                                                                               | —            | Gold1      | —              | —             | 15.000      | ultratop.be                                               |
| Brasilien (PMB)                                                                              | —            | 2× Gold2   | 3× Platin3     | Diamant1      | 1.520.000   | pro-musicabr.org.br                                       |
| Dänemark (IFPI)                                                                              | —            | 3× Gold3   | Platin1        | —             | 125.000     | ifpi.dk                                                   |
| Deutschland (BVMI)                                                                           | —            | 8× Gold8   | 10× Platin10   | —             | 4.475.000   | musikindustrie.de                                         |
| Europa (IFPI)                                                                                | —            | —          | 4× Platin4     | —             | (4.000.000) | ifpi.org (Memento vom 1. Januar 2014 im Internet Archive) |
| Finnland (IFPI)                                                                              | —            | 3× Gold3   | Platin1        | —             | 78.161      | ifpi.fi                                                   |
| Frankreich (SNEP)                                                                            | —            | 10× Gold10 | 8× Platin8     | —             | 2.310.000   | infodisc.fr                                               |
| Irland (IRMA)                                                                                | —            | Gold1      | 3× Platin3     | —             | 52.500      | irishcharts.ie                                            |
| Italien (FIMI)                                                                               | —            | 3× Gold3   | 11× Platin11   | —             | 685.000     | fimi.it                                                   |
| Japan (RIAJ)                                                                                 | —            | 4× Gold4   | Platin1        | —             | 600.000     | riaj.or.jp                                                |
| Kanada (MC)                                                                                  | —            | Gold1      | 15× Platin15   | 5× Diamant5   | 4.710.000   | musiccanada.com                                           |
| Mexiko (AMPROFON)                                                                            | —            | Gold1      | —              | —             | 30.000      | amprofon.com.mx                                           |
| Neuseeland (RMNZ)                                                                            | —            | 5× Gold5   | 44× Platin44   | —             | 1.027.500   | aotearoamusiccharts.co.nz NZ2 NZ3                         |
| Norwegen (IFPI)                                                                              | Silber1      | Gold1      | 2× Platin2     | —             | 85.000      | ifpi.no NO2                                               |
| Österreich (IFPI)                                                                            | —            | 4× Gold4   | —              | —             | 70.000      | ifpi.at                                                   |
| Polen (ZPAV)                                                                                 | —            | —          | Platin1        | Diamant1      | 120.000     | olis.pl                                                   |
| Portugal (AFP)                                                                               | —            | Gold1      | Platin1        | —             | 11.500      | Einzelnachweise                                           |
| Schweden (IFPI)                                                                              | —            | 2× Gold2   | —              | —             | 45.000      | sverigetopplistan.se                                      |
| Schweiz (IFPI)                                                                               | —            | 5× Gold5   | 3× Platin3     | —             | 211.000     | hitparade.ch                                              |
| Spanien (Promusicae)                                                                         | —            | 2× Gold2   | 7× Platin7     | —             | 680.000     | elportaldemusica.es                                       |
| Südafrika (RISA)                                                                             | —            | Gold1      | —              | —             | 150.000     | Einzelnachweise                                           |
| Ungarn (MAHASZ)                                                                              | —            | 2× Gold2   | —              | —             | 13.000      | slagerlistak.hu                                           |
| Vereinigte Staaten (RIAA)                                                                    | —            | 2× Gold2   | 68× Platin68   | 6× Diamant6   | 112.500.000 | riaa.com                                                  |
| Vereinigtes Königreich (BPI)                                                                 | 9× Silber9   | 2× Gold2   | 42× Platin42   | —             | 13.330.000  | bpi.co.uk                                                 |
| Insgesamt                                                                                    | 10× Silber10 | 73× Gold73 | 274× Platin274 | 13× Diamant13 |             |                                                           |